# Actinopus pusillus
Actinopus pusillus is een spinnensoort in de taxonomische indeling van de muisspinnen (Actinopodidae).
Het dier behoort tot het geslacht Actinopus. De wetenschappelijke naam van de soort werd voor het eerst geldig gepubliceerd in 1920 door Cândido Firmino de Mello-Leitão.